# 纳迪娜·奥布里
纳迪娜·奥布里是美国工程师。她曾担任塔夫茨大学教务长兼高级副校长。现为美国科学促进会（AAAS）会员
、美国机械工程师学会（ASME）会士、美国物理学会（APS）会士、美国航空航天学会（AIAA）会员、美国国家发明家学会（NAI）会员以及美国文理科学院（AAAS）院士。
2009年，她成为卡内基·梅隆大学雷蒙德·J·莱恩特聘教授和大学教授。
2011年，为了“表彰她在湍流低维模型和微流控设备方面的贡献，以及在工程教育方面的领导才能”，奥布里被选为美国国家工程院（NAE）院士。
2023年，她成为英国皇家工程院国际院士。

## 脚注
1. ↑  原文“For contributions to low-dimensional models of turbulence and microfluidic devices, and for leadership in engineering education.”